# Гра відображень
«Гра відображень» (англ. Reflection) — кінофільм режисера Роберта Діксона, що вийшов на екрани в 2007 році.

## Зміст
Надін виховувалася в строгій і пристойній родині. Та подібне виховання не цінується в наш час і дівчину кидає її коханий, якому хочеться чогось більш пікантного. Героїня дивиться в дзеркало і бачить там нічим не примітну, непомітну поганулю. Вона дуже сильно хоче перетворитися на справжню серцеїдку, таку, щоб всі чоловіки сходили від неї з розуму. І бажання Надін здійснюється, але дещо незвичайним чином...

## Ролі
| Актор                | Роль |
| -------------------- | ---- |
| Ліза Сукірам         | -    |
| Джеймс Котц          | -    |
| Герард Адімандо      | -    |
| Cara Castronova      | -    |
| Courtney-Anne Doody  | -    |
| Енді Конрад          | -    |
| Джанет Міранда       | -    |
| Kofi Nsafoah         | -    |
| Booby Honey Tamburri | -    |
| Olga I. Tamburri     | -    |

## Знімальна група
- Режисер — Роберт Діксон
- Сценарист — Роберт Діксон
- Продюсер — Роберт Діксон
- Композитор — Ерік Хоффман, Дін Вілтшир